# Stenophylax quadriguttatus
Stenophylax quadriguttatus là một loài Trichoptera trong họ Limnephilidae. Chúng phân bố ở miền Cổ bắc.